# Christian Michelsen

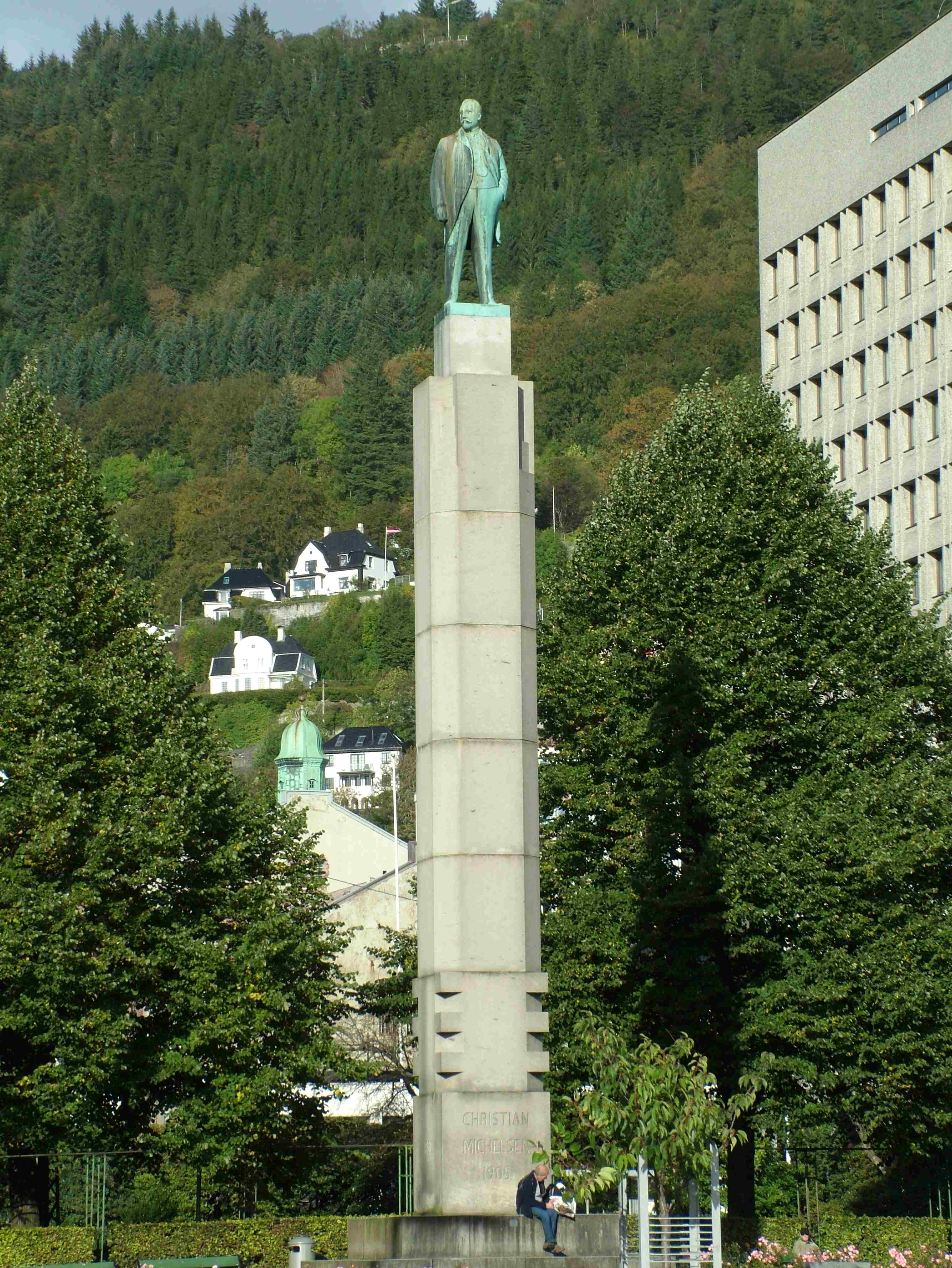
Đài tưởng niệm Christian Michelsen. Bergen, Na Uy

Peter Christian Hersleb Kjerschow Michelsen (15 tháng 3 năm 1857 - 29 tháng 6 năm 1925), được biết đến nhiều hơn với tên Christian Michelsen, là một ông trùm vận tải biển và chính khách người Na Uy. Ông là Thủ tướng đầu tiên của Na Uy độc lập từ năm 1905 đến năm 1907. Michelsen được biết đến nhiều nhất với vai trò chính của ông trong việc giải thể liên minh giữa Na Uy và Thụy Điển vào năm 1905, và là một trong những chính trị gia có ảnh hưởng nhất của Na Uy vào thời của ông.

## Tiểu sử
Sinh ra ở Bergen, ông được đặt theo tên của ông nội, giám mục Peder Christian Hersleb Kjerschow. Ông là con cả trong gia đình có 5 anh chị em sinh ra trong một gia đình thương gia. Michelsen theo học tại Trường Nhà thờ Bergen. Ông học luật tại Đại học Hoàng gia Frederick và tiếp tục trở thành luật sư. Sau đó, ông thành lập công ty vận chuyển, Chr. Michelsen & Co., trở thành một trong những công ty lớn nhất ở Na Uy.

## Sự nghiệp chính trị
Michelsen trở thành thành viên của Quốc hội Na Uy (Storting) vào năm 1891, đại diện cho Đảng Tự do của Na Uy. Ông tự coi mình vượt lên trên những mâu thuẫn nhỏ trong đảng, và một trong những mục tiêu chính của ông là tạo ra một liên minh các đảng từ Đảng Bảo thủ đến Đảng Tự do, mà ông gọi là Đảng Liên minh. Ông từng là Bộ trưởng Tài chính trong nội các thứ hai Hagerup, và là một trong những người ủng hộ mạnh mẽ nhất chính sách vững chắc hơn đối với sự liên minh giữa Thụy Điển và Na Uy. Vào tháng 3 năm 1905, Michelsen thay thế Francis Hagerup làm Thủ tướng, và ngay lập tức trở thành người lãnh đạo phong trào giải tán công đoàn ( Unionsoppløsningen i 1905 ).
Cơ sở chính thức cho việc giải thể là việc Vua Oscar II từ chối chấp nhận luật lãnh sự của Na Uy (Konsulatsaken). Chính phủ Thụy Điển trong nhiều năm đã khăng khăng rằng luật quản lý các vấn đề đối ngoại phải là một phần của thỏa thuận liên minh, và do đó, luật lãnh sự không thể được thông qua bởi Storting của Na Uy mà không có sự đồng ý của Quốc hội Thụy Điển (Riksdag). Người Thụy Điển sẵn sàng chấp nhận sự thúc giục của Na Uy về các vấn đề lãnh sự riêng biệt, nhưng họ yêu cầu Na Uy chấp nhận tiền lệ mà liên minh đã hoạt động trong 90 năm, cụ thể là Bộ trưởng Ngoại giao phải là người Thụy Điển. Điều này khiến người Na Uy cảm thấy rằng Thụy Điển có ưu thế hơn trong Liên minh. Trong khi quyền tối cao này tồn tại trên thực tế, người Na Uy không sẵn lòng chấp nhận mối quan hệ bất bình đẳng trên cơ sở chính thức và hợp pháp như vậy.
Vào ngày 27 tháng 5 năm 1905, Vua Oscar từ chối ký dự luật, và để đáp lại, các bộ trưởng trong nội các Na Uy đã từ chức tập thể. Nhà vua không có hành động gì thêm, có lẽ biết rằng Liên minh sắp bị giải tán, và các chính trị gia Thụy Điển không làm gì cả, có lẽ tin rằng đây là một cuộc rút lui chính trị khác của Na Uy. Vào ngày 7 tháng 6, Storting của Na Uy tuyên bố rằng vì Nhà vua không thể thành lập chính phủ mới ở Na Uy sau khi Michelsen từ chức, ông đã mất khả năng cai trị và do đó không còn là vua của Na Uy. Động thái chiến lược này đã tạo cơ sở pháp lý cho việc giải thể, và đây là động thái chính của Christian Michelsen. Ông biết rằng người dân Na Uy, sau nhiều tháng tìm hiểu thông tin được định hướng trên một nền báo chí nhất trí, đã đoàn kết theo một cách cực kỳ hiếm trong một nền dân chủ. Trong cuộc trưng cầu dân ý chứng minh ý chí giải tán liên minh của người Na Uy, việc duy trì liên minh chỉ thu được 184 phiếu bầu trên toàn quốc, với tỷ lệ chỉ có một phiếu bầu trong số 2000 phiếu bầu.

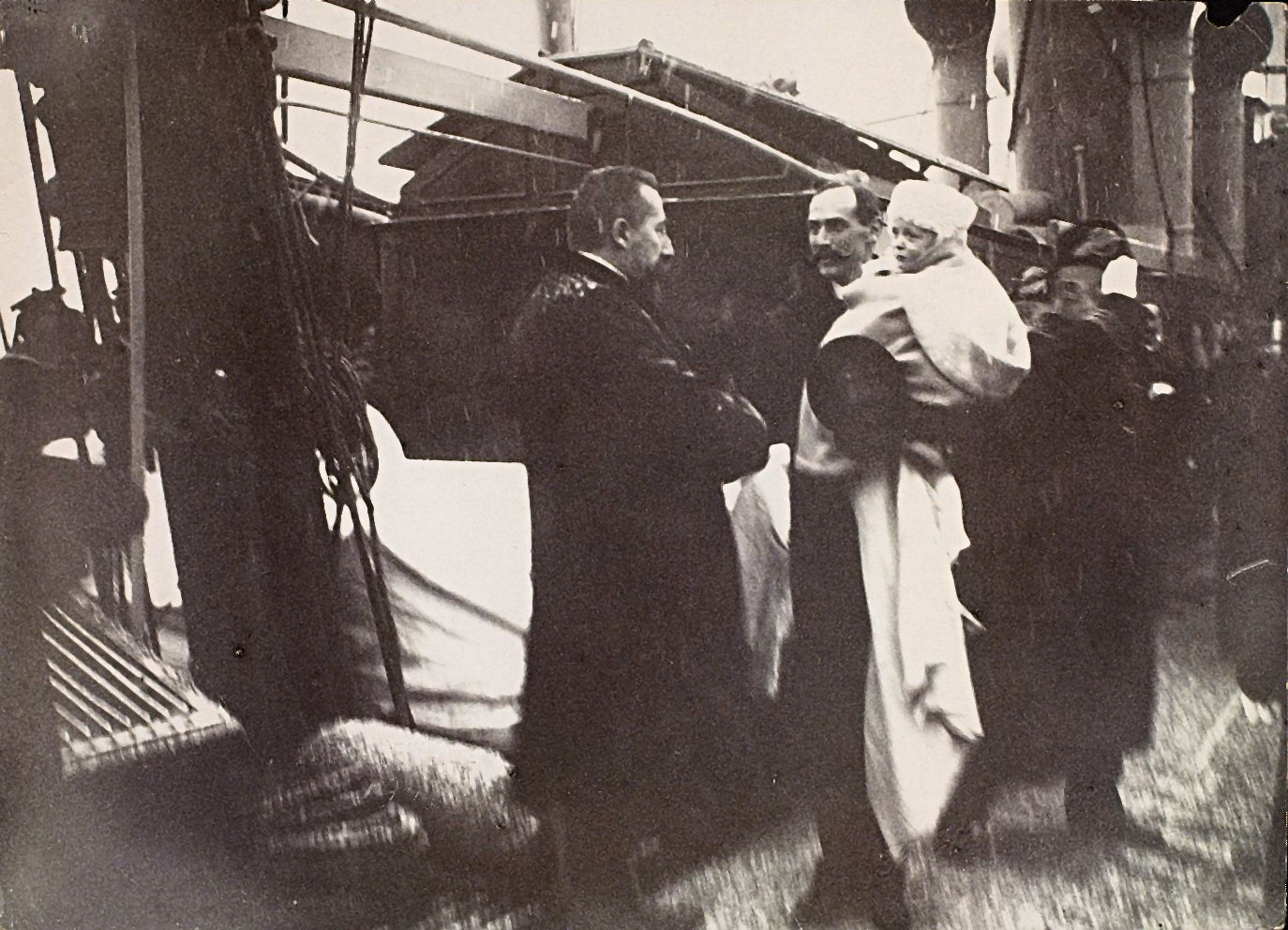
Michelsen chào Vua Haakon và hoàng tử Olav khi họ đến Na Uy lần đầu tiên vào năm 1905

Mặc dù Michelsen là một người tin tưởng vào một nền cộng hòa dân chủ ở Na Uy, ông đã chấp nhận rằng một chế độ quân chủ dân chủ sẽ có cơ hội lớn nhất để được chấp nhận ở nước ngoài và với đa số người Na Uy. Hoàng tử Carl của Đan Mạch trở thành Vua Haakon VII của Na Uy sau một cuộc trưng cầu dân ý mới đã mang lại cho những người ủng hộ chế độ quân chủ khoảng 79% số phiếu được bầu.
Năm 1906 Michelsen thắng cử với quyền "đứng trên cả các đảng phái", điều này nhanh chóng khiến các đảng viên Tự do hàng đầu xa lánh ông. Năm 1907, ông từ chức, vì mệt mỏi với những tranh cãi nhỏ nhặt giữa các nhà lãnh đạo chính trị, và chấp nhận rằng quan điểm chính trị của mình đã bị đánh bại. Jørgen Løvland tiếp tục công việc của Michelsen, nhưng thiếu ý chí buộc liên minh các đảng phái phải đoàn kết, và năm 1908 liên minh tan rã. Về chính sách xã hội, thời Michelsen làm thủ tướng đã chứng kiến việc thông qua Luật đóng góp của chính quyền trung ương và địa phương vào quỹ thất nghiệp năm 1906, trong đó giới thiệu bảo hiểm tự nguyện.